# Антиф
Антиф (грч. Ἄντιφος) је у грчкој митологији било име више личности.

## Етимологија
Име Антиф има значење „противни“.

## Митологија
1. Према Аполодору, био је син Мирмидона и Писидике.[2]
2. Такође према Аполодору, али и у Хомеровој „Илијади“, био је син Пријама и Хекабе кога је у тројанском рату убио Агамемнон.[3] Пре тога, док је чувао стоку на планини Иди са братом Исом, заробио их је Ахил.[4] Обојицу је ослобобдио уз откуп.[5]
3. Према истим ауторима, један од тројанских вођа је имао ово име. Био је син Талемена и гигејанске нимфе. Био је Местелов брат.[6]
4. Аполодор је помињао и Теспијевог унука, Антифа, сина Херакла и Лаотоје.[2]
5. Према Аполодору и у Хомеровој „Илијади“, у тројанском рату против Тројанаца се борио Антиф који је био лидер Коана[7], али и Карпата, Касоса, Коса и других острва.[4] Био је Тесалов син и дошао је са Нисира.[7] Са својим братом Фидипом је у рат довео тридесет бродова.[4] Након рата је запосео земљу коју је назвао Тесалија.[7] Хигин је писао да је он син Мнесила и Халкиопе.[4]
6. У Хомеровој „Одисеји“ и према Квинту Смирњанину, био је Египтијев син са Итаке. Преживео је рат, али га је на повратку кући прогутао киклоп Полифем.[8]
7. Квинт Смирњанин је поменуо још једног Антифа кога је у тројанском рату убио Еурипил из Мисије.[8][9]
8. У Хомеровој „Одисеји“ један од старих пријатеља Одисејеве куће.[2]
9. Према Статију један од бранилаца Тебе у рату седморице против Тебе. Убили су га Амфијарај и Аполон.[2]